# Шехер
Шехер је насељено мјесто у општини Осмаци, Република Српска, БиХ. Према попису становништва из 2013. у насељу је живјело 580 становника.

## Становништво
| Демографија | Демографија | Демографија |
| Година      | Становника  | Становника  |
| ----------- | ----------- | ----------- |
| 1961.       | 783         |             |
| 1971.       | 1.006       |             |
| 1981.       | 1.115       |             |
| 1991.       | 1.192       |             |
| 2013.       | 580         |             |